# Pokémon (manga)
Pokémon (abreviat de Pocket Monsters (ポケットモンスター, Poketto Monsutā) és un manga metaserial creat per Satoshi Tajiri el 1994 que es basa en la saga de videojocs i la sèrie d'anime
El manga és publicat únicament al Japó per Shōgakukan, als Estats Units per Viz Media i a Singapur i la Xina per Chuang Yi.

## Llista de mangues
| Nom                                                                                 | Editat el                                                  | Volums   | Any de publicació |
| ----------------------------------------------------------------------------------- | ---------------------------------------------------------- | -------- | ----------------- |
| Pocket Monsters                                                                     | Coro Coro Comic                                            | 22 (...) | 1996 -...         |
| Pocket Monsters Special                                                             | Shōgaku 3-nensei, 4-nensei i 5-nensei; Pokémon Wonderland. | 37 (...) | 1997 -...         |
| Pocket Monsters: Dengeki Pikachu!                                                   | Shōgaku 6-nensei                                           | 4        | 1998 - 2000       |
| PiPiPi's Adventures                                                                 | Ciao                                                       | 10       | 1998 - 2003       |
| Pocket Monsters Anime Comic: Satoshi and Pikachu                                    | Coro Coro Comic                                            | 6        | 1998 - 2002       |
| Golden Boys                                                                         | Coro Coro Comic                                            | 3        | 2000              |
| Mezase! Card Master                                                                 |                                                            | 1        | 2000              |
| Pokémon Getto Da Ze!                                                                |                                                            | 5        | 1999 - 2001       |
| Pocket Monsters Zensho                                                              |                                                            | 1        | 1998              |
| Pocket Monsters Chamo Chamo Pretty                                                  | Ciao                                                       | 3 (...)  | 2003 -...         |
| Pocket Monsters Emerald Challenge!! Battle Frontier                                 | Coro Coro Comic Ichiban!                                   | 1        | 2004              |
| Gekijouban Poketto Monsutaa AG Supesharu Komikku: Nana-Yo no Negai Boshi Jiraachi   | Coro Coro Comic                                            | 1        | 2005              |
| Gekijouban Poketto Monsutaa AG Supesharu Komikku: Rekkuu no Houmonsha - Deoxys      | Coro Coro Comic                                            | 1        | 2006              |
| Pokémon Mystery Dungeon: Ginji's Rescue Team                                        | Coro Coro Comic                                            | 6        | 2005-2006         |
| Gekijouban Poketto Monsutaa AG Supesharu Komikku: Myuu to Hadou no Yuusha           | Coro Coro Comic                                            | 1        | 2005              |
| Gekijouban Poketto Monsutaa AG Supesharu Komikku: Renjaa to Umi no Ouji Manafi      | Coro Coro Comic                                            | 1        | 2006              |
| Pokémon: Diamond and Pearl                                                          | Coro Coro Comic                                            | 5 (...)  | 2006 -            |
| Gekijouban Poketto Monsutaa AG Supesharu Komikku: Diaruga vs. Parukia vs. Darukurai | Coro Coro Comic                                            | 1        | 2007              |

### Manga publicat per Viz i Chuang Yi
- Pokémon: The Electric Tale of Pikachu (Pokémon Dengeki Pikachu), és un manga del gènere shōnen creat per Toshihiro Ono. Ha sigut dividit en quatre tankōbon, cadascun dels quals fou separat per títols per la versió nord-americana: The Electric Tale of Pikachu, Pikachu Shocks Back, Electric Pikachu Boogaloo i Surf's Up, Pikachu. Aquesta sèrie està basada en la sèrie de l'anime.[3]
- Pokémon Adventures (Pokémon Special), és un manga del gènere shōnen que està basat en els videojocs.[4][5]
- Magical Pokémon Journey (Pokémon: PiPiPi Adventures), és un manga del gènere shojo.[6][7]

### Manga publicat per Viz
- Pokémon Mystery Dungeon: Ginji's Rescue Team,[8] és un manga que està basat en els videojocs de les consoles Nintendo DS i Game Boy Advance, que foren desenvolupats per Chunsoft.
- ALL THAT PIKACHU! ANI-MANGA[9]
- The Best of Pokémon Adventures
- Pokémon The First Movie[10]
- Pokémon The Movie 2000
- Pokémon: Diamond and Pearl Adventure![11] (AKA Pocket Monsters Diamond Pearl Monogatari)

### Manga publicat per Chuang Yi
- Ash & Pikachu (Satoshi to Pikachu)[1]
- Pokémon Gold & Silver: The Golden Boys[1][12]
- Pokémon Ruby-Sapphire[13]
- Pokémon Pocket Monsters (Pocket Monster)[14]
- Pokémon Jirachi Wish Maker, basat en la pel·lícula[15]
- Pokémon Destiny Deoxys, basat en la pel·lícula.[16][17]
- Pokémon Lucario and the Mystery of Mew, basat en la pel·lícula
- Pokémon Battle Frontier (a.k.a. Pocket Monsters Emerald Challenge!! Battle Frontier), d'Ihara Shigekatsu
- Pikachu's Short Stories
- Pokémon Ranger and the Temple of the Sea, basat en la pel·lícula.[18][19]
- Pokémon The Rise of Darkrai, basado en la pel·lícula[20]

### Manga no publicat en anglès
- Pokémon Card Ni Natta Wake
- Pokémon Getto Da Ze!, d'Asada Miho
- Poketto Monsutaa Chamo Chamo Puritei de Yumi Tsukirino, que també feu Magical Pokémon Journey.
- Mezase!! Card Master
- Pocket Monsters Zensho, de Satomi Nakamura
- Cadascuna de les primeres 5 pel·lícules (Mewtwo Strikes Back, The Power of One, Lord of the Unown, Celebi Time Traveler i Pokemon Heroes Latios & Latias) fou adaptada a un manga
- Pokémon Ranger, basat en el joc
- Pokémon Ranger Batonnage, basat en el joc
- Pokémon Mystery Dungeon, basat en el joc
- Pokémon Mystery Dungeon 2, basat en el joc
- Don Tachi ! Phantom Thief ! Pokemon Seven !.
- Pokémon Battrio, basat en un joc